# Перекрёстная эластичность спроса
Перекрёстная эластичность спроса (англ. Cross elasticity of demand) — показатель процентного изменения в количестве купленного товара или услуги в ответ на изменение в цене другого товара или услуги.

## Определение
Перекрёстная эластичность спроса — показатель процентного изменения в количестве купленного товара в ответ на изменение в цене другого товара. Коэффициент перекрёстной эластичности {\displaystyle E_{XY}^{D}} рассчитывается как:
{\displaystyle E_{XY}^{D}={\frac {\Delta Q_{X}/Q_{X}}{\Delta P_{Y}/P_{Y}}}={\frac {\Delta Q_{X}}{\Delta P_{Y}}}{\frac {P_{Y}}{Q_{X}}}},
где {\displaystyle D} — это спрос, {\displaystyle Q} — количество купленного товара, {\displaystyle P} — цена товара. То есть формула перекрёстной эластичности спроса показывает степень изменения спроса на товар {\displaystyle X} в ответ на изменение цены другого товара {\displaystyle Y}.

## Значения
Коэффициент перекрёстной эластичности спроса положителен {\displaystyle E_{XY}^{D}>0} тогда, когда оба товара являются взаимозаменяемыми (субститутами). Потребители могут заменить потребление товара {\displaystyle X} на потребление товара {\displaystyle Y}. И чем больше взаимозаменяемость двух товаров, тем выше значение коэффициента. Например, две марки автомобилей, две марки напитков и т.д.
Коэффициент перекрёстной эластичности спроса отрицателен {\displaystyle E_{XY}^{D}<0} тогда, когда оба товара являются взаимодополняемыми (комплементарными). Потребители в краткосрочном периоде не могут изменить потребление товара {\displaystyle X} без изменения в ту же сторону потребления товара {\displaystyle Y}. И чем больше взаимодополняемость товаров, тем больше будет и значение коэффициента по модулю. Также можно сделать вывод, что товары {\displaystyle X} и {\displaystyle Y} «идут в комплекте» с друг с другом.
Коэффициент перекрёстной эластичности спроса нулевой {\displaystyle E_{XY}^{D}=0} тогда, когда два товара не  взаимонесвязаны. Потребление одного товара не зависит от цены на другой. Например, компьютер и мороженое.

## Факторы
Факторы, определяющие коэффициент перекрёстной эластичности спроса, являются естественные свойства товаров или услуг, их способность замещать друг друга в потреблении.
Перекрёстная эластичность спроса по цене может быть асимметричной: когда цена первого товара снизится, а спрос на другой товар возрастёт, но если цена второго товара повысится, а спрос на первый товар не изменится.

## Эффект дохода
Коэффициент перекрёстной эластичности спроса может быть использован для характеристики взаимозаменяемости и взаимодополняемости товаров только при малых изменениях цен. При значительных изменениях цен проявляется влияние эффекта дохода, что приводит к изменению спроса на оба товара. Так, если цена первого товара снизится вдвое, то возрастёт потребление не только первого товара, но и других товаров. Таким образом, {\displaystyle E_{XY}^{D}<0}, а значит эти товары или услуги необходимо относить как взаимодополняющие. Чтобы такого не было, при расчётах перекрёстной эластичности исключается влияние эффекта дохода:
{\displaystyle E_{XY}^{*}={\frac {\Delta Q_{X}/Q_{X}}{\Delta P_{Y}/P_{Y}}}|_{U=const}}.
Когда коэффициент перекрёстной эластичности спроса, исключающий эффект дохода, положителен {\displaystyle E_{XY}^{*}>0}, то такие товары или услуги называются нетто-субститутами (или взаимозаменяемые по Хиксу). Товары или услуги, определённые с {\displaystyle E_{XY}^{D}>0} называются как брутто-заменители.
Когда коэффициент перекрёстной эластичности спроса, исключающий эффект дохода, отрицателен {\displaystyle E_{XY}^{*}<0}, то такие товары или услуги называются нетто-дополняющие. А товары или услуги, определённые по {\displaystyle E_{XY}^{D}<0}, называются как брутто-дополняющие.
В случае возникновения перекрёстного эффекта говорят, что товар X определён как нетто-заменитель товара Y, а товар Y является нетто-заменитель товара X. Товары X и Y являются брутто-заменителями, но нетто-дополняющими, так как результат изменения цены — отрицателен, поскольку положительный эффект замены перекрывается отрицательным эффектом дохода. Свойство заменяемости является доминирующим отношением в системе в целом.